# Education Amendments of 1972

Les Education Amendments of 1972 (parfois appelés Higher Education Amendments of 1972) sont des législations américaines promulguées le 23 juin 1972. Elles sont surtout connues à cause du Titre IX, qui interdit toute discrimination fondée sur le sexe dans les établissements d'enseignement qui perçoivent des fonds du gouvernement fédéral. Ces législations modifient également les modalités de versement des bourses étudiantes aux États-Unis (en) : les sommes sont directement transférées aux étudiants au lieu de passer par des institutions financières intermédiaires.
Les amendements de 1972 étendent la portée du Fair Labor Standards Act afin que certaines catégories d'employés oubliées dans l'Equal Pay Act bénéficient des mêmes protections.